# Circondario di Bad Dürkheim
Il circondario di Bad Dürkheim (targa DÜW) è un circondario (Landkreis) della Renania-Palatinato, in Germania.

Comprende 6 città e 42 comuni.

Capoluogo è Bad Dürkheim, il centro maggiore è Haßloch.

## Geografia antropica
Tra parentesi gli abitanti al 31 dicembre 2021, il capoluogo della comunità amministrativa è contrassegnato da un asterisco.

### Città e comuni indipendenti
- Bad Dürkheim, città (18 576)
- Grünstadt, città (13 840)
- Haßloch (20 215)

### Comunità amministrative (Verbandsgemeinde)
| - Verbandsgemeinde Deidesheim, con i comuni: 1. Deidesheim città * (3 724) 2. Forst an der Weinstraße (792) 3. Meckenheim (3 411) 4. Niederkirchen bei Deidesheim (2 340) 5. Ruppertsberg (1 440) - Verbandsgemeinde Freinsheim, con i comuni: 1. Bobenheim am Berg (830) 2. Dackenheim (429) 3. Erpolzheim (1 334) 4. Freinsheim città * (4 898) 5. Herxheim am Berg (712) 6. Kallstadt (1 224) 7. Weisenheim am Berg (1 718) 8. Weisenheim am Sand (4 325) - Verbandsgemeinde Lambrecht (Pfalz), con i comuni: 1. Elmstein (2 403) 2. Esthal (1 302) 3. Frankeneck (807) 4. Lambrecht (Pfalz) città * (4 085) 5. Lindenberg (1 087) 6. Neidenfels (760) 7. Weidenthal (1 671) | - Verbandsgemeinde Leiningerland [Sede: Grünstadt], con i comuni: 1. Altleiningen (1 748) 2. Battenberg (Pfalz) (381) 3. Bissersheim (453) 4. Bockenheim an der Weinstraße (2 250) 5. Carlsberg (3 527) 6. Dirmstein (3 075) 7. Ebertsheim (1 263) 8. Gerolsheim (1 782) 9. Großkarlbach (1 160) 10. Hettenleidelheim (3 038) 11. Kindenheim (985) 12. Kirchheim an der Weinstraße (1 931) 13. Kleinkarlbach (832) 14. Laumersheim (890) 15. Mertesheim (389) 16. Neuleiningen (793) 17. Obersülzen (717) 18. Obrigheim (Pfalz) (2 828) 19. Quirnheim (793) 20. Tiefenthal (849) 21. Wattenheim (1 625) - Verbandsgemeinde Wachenheim an der Weinstraße, con i comuni: 1. Ellerstadt (2 385) 2. Friedelsheim (1 456) 3. Gönnheim (1 606) 4. Wachenheim an der Weinstraße città * (4 527) |